# Tachycnemis seychellensis
Tachycnemis seychellensis (tên tiếng Anh: Seychelles Treefrog) là một loài ếch thuộc họ Hyperoliidae.
Đây là loài đặc hữu của Seychelles.
Môi trường sống tự nhiên của chúng là rừng ẩm vùng đất thấp nhiệt đới hoặc cận nhiệt đới, sông ngòi, đầm nước, đầm nước ngọt, đầm nước ngọt có nước theo mùa, các đồn điền, vườn nông thôn, rừng trước đây suy thoái nghiêm trọng, và đất có tưới tiêu.
T. seychellensis là loài duy nhất thuộc chi Tachycnemis.